# Gobernador Julio A. Costa
Gobernador Julio A. Costa je město v Argentině na území provincie Buenos Aires. Je součástí partida Florencio Varela. V roce 2001 v něm žilo 49 151 obyvatel. Je součástí aglomerace Velkého Buenos Aires.
Ve městě sídlí fotbalový klub Defensa y Justicia (Club Social y Deportivo Defensa y Justicia).

## Dějiny
Bylo založeno v roce 1891. Je pojmenováno po spisovateli Juliu A. Costovi.